# 迪尔克·里希特
迪尔克·里希特（德語：Dirk Richter，1964年9月12日—），德国男子游泳运动员。他曾代表东德、德国参加1988年和1992年夏季奥林匹克运动会游泳比赛，获得二枚铜牌，均来自男子4×100米自由泳接力项目。